# 西茶屋
西茶屋（にしちゃや）は、愛知県名古屋市港区にある地名。現行行政地名は西茶屋一丁目から西茶屋四丁目。住居表示未実施。

## 地理
名古屋市港区西部に位置する。東は東茶屋、西は秋葉・川園、南は藤高、北は知多に接する。

## 歴史

### 町名の由来
南陽町大字茶屋新田に由来する。当地は茶屋新田のほぼ中央部に位置し、東茶屋と対の地名として命名された。茶屋新田は新田開発を行った中島長意の屋号であった茶屋に由来する。

### 沿革
- 1976年（昭和51年）3月13日[1] - 港区南陽町大字茶屋新田の一部により、港区西茶屋一～四丁目として成立[4]。
- 1988年（昭和63年）11月27日[1] - 港区南陽町大字茶屋新田・南陽町大字福田の各一部を西茶屋一丁目に編入する[4]。
- 2011年（平成23年）1月29日 - 四丁目の一部を三丁目へ編入[WEB 6]。

## 世帯数と人口
2019年（平成31年）3月1日現在の世帯数と人口は以下の通りである。
| 丁目                 | 世帯数  | 人口    |
| -------------------- | ------- | ------- |
| 西茶屋一丁目         | 910世帯 | 1,927人 |
| 西茶屋三丁目・四丁目 | 63世帯  | 153人   |
| 計                   | 973世帯 | 2,080人 |

### 人口の変遷
国勢調査による人口の推移
| 2000年（平成12年） | 2,969人 | [ WEB 7 ]  |  |
| 2005年（平成17年） | 2,584人 | [ WEB 8 ]  |  |
| 2010年（平成22年） | 2,482人 | [ WEB 9 ]  |  |
| 2015年（平成27年） | 2,232人 | [ WEB 10 ] |  |

## 学区
市立小・中学校に通う場合、学校等は以下の通りとなる。また、公立高等学校に通う場合の学区は以下の通りとなる。
| 丁目         | 番・番地等 | 小学校               | 中学校                 | 高等学校 |
| ------------ | ---------- | -------------------- | ---------------------- | -------- |
| 西茶屋一丁目 | 全域       | 名古屋市立南陽小学校 | 名古屋市立南陽東中学校 | 尾張学区 |
| 西茶屋二丁目 | 全域       | 名古屋市立南陽小学校 | 名古屋市立南陽東中学校 | 尾張学区 |
| 西茶屋三丁目 | 全域       | 名古屋市立南陽小学校 | 名古屋市立南陽東中学校 | 尾張学区 |
| 西茶屋四丁目 | 全域       | 名古屋市立南陽小学校 | 名古屋市立南陽東中学校 | 尾張学区 |

## 施設

### 西茶屋一丁目
- 名古屋市立南陽東中学校[4]
- 名古屋市営西茶屋荘[4]
- 茶屋保育園[2]
- 西茶屋公園[2]

1984年（昭和59年）3月31日供用開始。
- 一屋緑地

1991年（平成3年）4月1日供用開始。

### 西茶屋二丁目
- イオンモール名古屋茶屋[WEB 14]

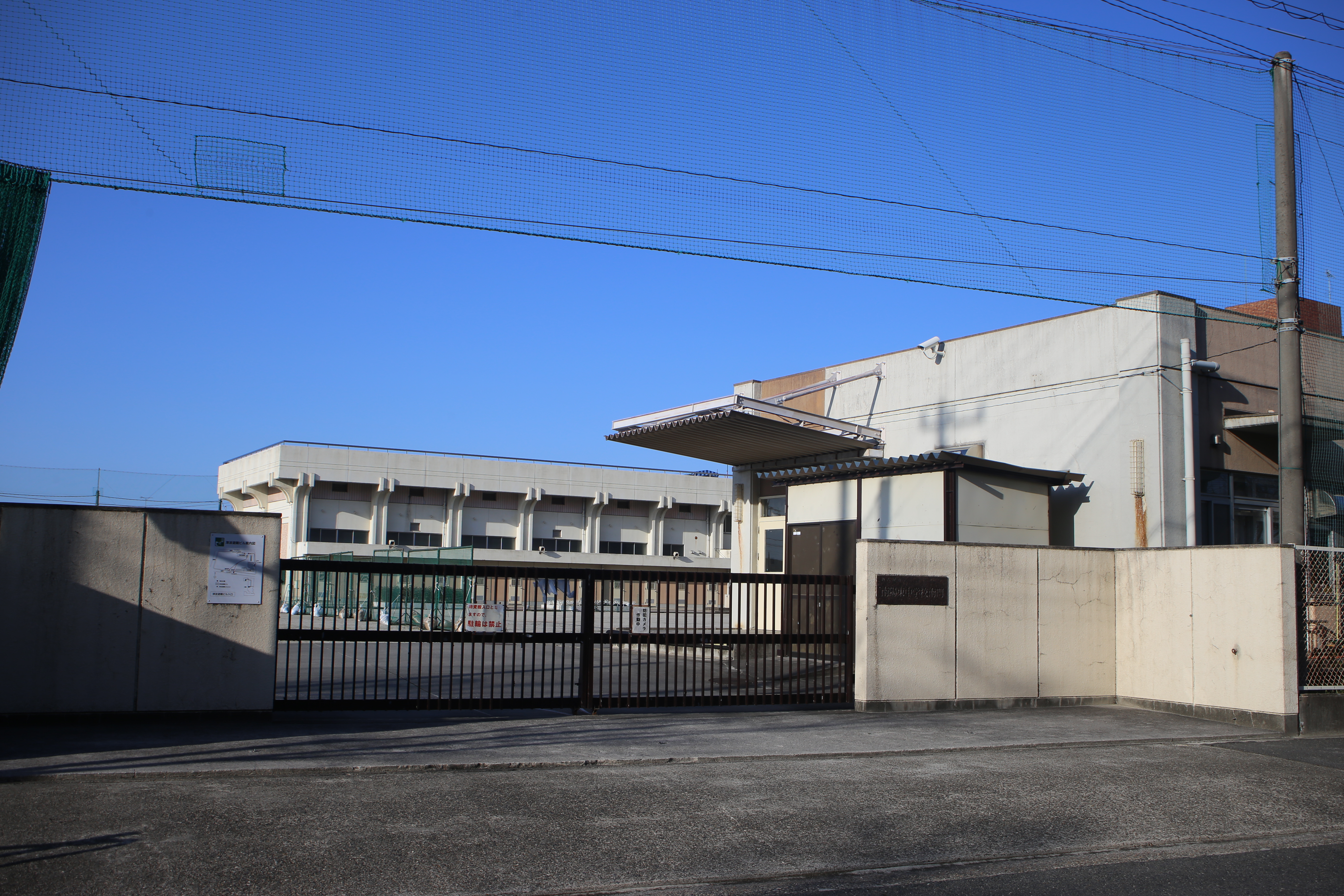
名古屋市立南陽東中学校
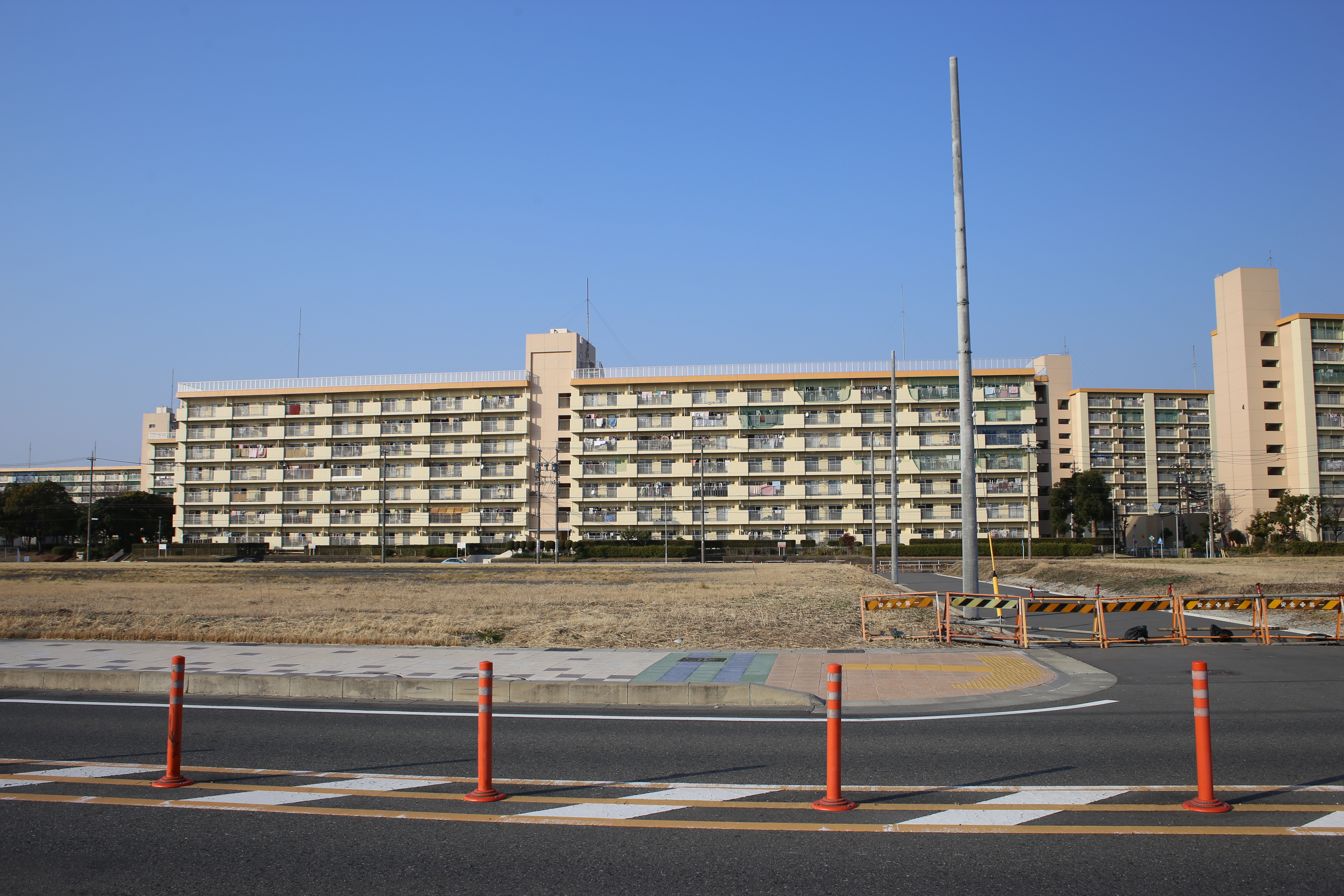
西茶屋荘

## 交通

### 道路
- 名古屋市道万場藤前線 - 1979年（昭和54年）開通[3]。

### バス
- イオンモール名古屋茶屋の開業に伴い、敷地内に南陽交通広場が整備されている。詳しくはイオンモール名古屋茶屋#南陽交通広場を参照のこと。

## その他

### 日本郵便
- 郵便番号 : 455-0858[WEB 3]（集配局：名古屋港郵便局[WEB 15]）。

### WEB
1. ↑  “愛知県名古屋市港区の町丁・字一覧”.   人口統計ラボ. 2018年11月8日閲覧。
2. 1 2  “町・丁目(大字)別、年齢(10歳階級)別公簿人口(全市・区別)”.   名古屋市 (2019年3月20日). 2019年3月21日閲覧。
3. 1 2  “郵便番号”.  日本郵便. 2019年3月17日閲覧。
4. ↑  “市外局番の一覧”.   総務省. 2019年1月6日閲覧。
5. 1 2  名古屋市役所市民経済局地域振興部住民課町名表示係 (2015年10月21日). “港区の町名一覧”.   名古屋市. 2020年11月15日閲覧。
6. ↑  “名古屋市:港区の一部で町名・町界変更を実施(平成23年1月29日実施)（市政情報）”.   名古屋市. 2018年11月11日閲覧。
7. ↑  名古屋市役所総務局企画部統計課統計係 (2005年7月1日). “（刊行物）名古屋の町(大字)・丁目別人口 (平成12年国勢調査) 港区” (XLS). 2017年10月8日閲覧。
8. ↑  名古屋市役所総務局企画部統計課統計係 (2007年6月29日). “平成17年国勢調査　名古屋の町(大字)別・年齢別人口 港区” (XLS). 2017年10月8日閲覧。
9. ↑  名古屋市役所総務局企画部統計課統計係 (2012年6月29日). “平成22年国勢調査　名古屋の町(大字)別・年齢別人口 港区” (XLS). 2017年10月8日閲覧。
10. ↑  名古屋市役所総務局企画部統計課統計係 (2017年7月7日). “平成27年国勢調査　名古屋の町(大字)別・年齢別人口” (XLS). 2017年10月8日閲覧。
11. ↑  “市立小・中学校の通学区域一覧”.   名古屋市 (2018年11月10日). 2019年1月14日閲覧。
12. ↑  “平成29年度以降の愛知県公立高等学校（全日制課程）入学者選抜における通学区域並びに群及びグループ分け案について”.   愛知県教育委員会 (2015年2月16日). 2019年1月14日閲覧。
13. 1 2  “都市公園の名称、位置及び区域並びに供用開始の期日” (2019年5月1日). 2019年11月3日閲覧。
14. ↑  イオンモール名古屋茶屋 公式サイト
15. ↑  “郵便番号簿 2018年度版” (PDF).   日本郵便. 2019年4月14日閲覧。

### 文献
1. 1 2 3  名古屋市計画局 1992, p. 844.
2. 1 2 3  「角川日本地名大辞典」編纂委員会 1989, p. 1534.
3. 1 2  「角川日本地名大辞典」編纂委員会 1989, p. 1008.
4. 1 2 3 4 5  名古屋市計画局 1992, p. 536.